# 방학동 갈월건널목 사고
방학동 갈월건널목 사고는 1976년 5월 23일 오전 10시 55분경, 서울특별시 도봉구 방학동 갈월건널목에서 청량리역으로 가던 여객용 동차가 건널목을 지나던 대형 탱크로리의 옆을 들이받아 큰 인명 및 재산 피해를 이야기한 교통사고이다.

## 사고 개요
사고 당일 오전 10시 55분경, 신탄리역을 출발하여 청량리역으로 향하던 제 310호 동차가 갈월건널목에서 일단 정지 신호를 무시하고 지나가던 20톤급 대형 탱크로리의 옆 부분을 들이받으면서 일어났다. 충돌 후 탱크로리를 밀고 나가면서 파손되면서 떨어져 나간 부품들이 철길 등에 긁히면서 마찰이 생겨 발생한 불꽃과 열 등의 영향으로 첫 번째 객차가 폭발로 인한 화염에 휩싸였고, 뒤에 편성된 동차 2량도 추가로 탈선하였다. 사고 당시 탱크로리는 벙커C유 26,000 리터를 적재하여 납품을 하던 공장으로 항하고 있었고, 사고 열차에는 경기 북부 지역에서 군 복무를 하다가 휴가를 나온 장병 및 나들이를 나온 일대 주민 등 모두 300 명이 승차하고 있었다.

## 사고 순간
조사 결과 이 사고의 시초는 건널목을 건너던 탱크로리 앞을 건너던 두 명의 어린이를 먼저 보내기 위해 잠시 정차한 것이 결정적이었다. 두 어린이가 건너려는 순간 갑자기 정차한 후 주변을 살펴보는 사이 달려오던 열차와 충돌하였다고 한다. 탱크로리 운전기사는 당시 앞서가던 택시를 뒤따라서 시속 5km 정도의 서행으로 건널목을 통과하려다 택시가 고장을 일으키는 바람에 건널목에 30초가량 정차하는 순간 사고가 났다고 진술하였다가 다시 말을 바꾸는 등 횡설수설하였다고 한다. 사고 발생 직후 동차에 타고 있던 생존자들과 인근 주민들,사고수습 공무원들과 합세하여 구조작업과 시신수습 작업을 펼쳤으나, 전소된 1호 동차의 접근이 곤란하여 차체를 절단, 열차 내의 시신을 수습하였다.

## 피해 규모
이 사고로 동차 승객과 당직 기관사 등 17명과 주변에서 놀던 어린이 2명 등 모두 19명이 사망하였으며 98명이 중경상을 입었다. 직접적으로 충돌한 탱크로리는 3등분으로 완파되었으며, 토막난 트럭 잔해가 철길 부근에서 놀던 어린이 2명을 덮쳤다. 또한 5량 편성으로 된 동차도 1량이 전소되고 2량이 전복되었으며 선로 약 40 미터가 손상되는 피해를 이야기하여 열차 운행이 7시간동안 지연되었다. 또한 동차 및 탱크로리 잔해가 밀고 나가면서 근처의 피혁공장 담벽까지 충돌하여 약 10 미터가 붕괴되는 피해도 이야기하였다.

## 사고의 문제점
사고가 발생한 건널목은 상주 직원과 안전 설비가 없는 4등급 건널목인데다 주변이 가로수가 우거져 있어서 시야를 확보하지 못하는 문제가 있는 등, 항시 대형 사고 위험을 안고 있던 곳으로 알려졌으며, 위험물을 적재하고 있던 탱크로리 운전기사도 항시 열차가 통행하는 건널목에 걸쳐서 차를 세우는 등의 안전 불감증의 단적인 예를 보여 주었으며, 항상 위험이 도사리는 철길 부근에서 노는 어린이를 방치한 주변 사람들의 안전 불감증도 문제로 드러났다.